# Lucio Aurelio Orestes (cónsul 157 a. C.)
Lucio Aurelio Orestes  fue un magistrado romano que fue cónsul en el año 157 a. C. junto con Sexto Julio César. Aparece mencionado en los Fastos capitolinos y también en la obra de Plinio el Viejo, pero de su periodo de gobierno no queda recuerdo de ningún hecho especial.